# Битва при Шайзаре (1111)
Битва при Шайза́ре — сражение между армией крестоносцев под командованием короля Балдуина I Иерусалимского и сельджуками во главе с Маудудом ибн Алтунташем в 1111 году близ сирийского города Шайзар, завершившееся тактической ничьей.

## Предыстория
Начиная с 1110 года сельджуки во главе с султаном Мухаммадом I ежегодно вторгались в государства крестоносцев. Атака 1110 года против Эдессы была отбита. Отозвавшись на просьбы некоторых жителей Алеппо, при поддержке византийцев, султан инициировал крупное наступление против франкских владений в северной Сирии в 1111 году. Султан назначил губернатора Мосула Маудуда ибн Алтунташа командующим армией сельджуков. В её состав также вошли войска из Диярбакыра и Ахлата под командованием Сукман аль-Кутби, из Хамадана во главе с Бурскуом бен Бурсуком и из Месопотамии во главе с Ахмадилом.

## От Эдессы к Алеппо

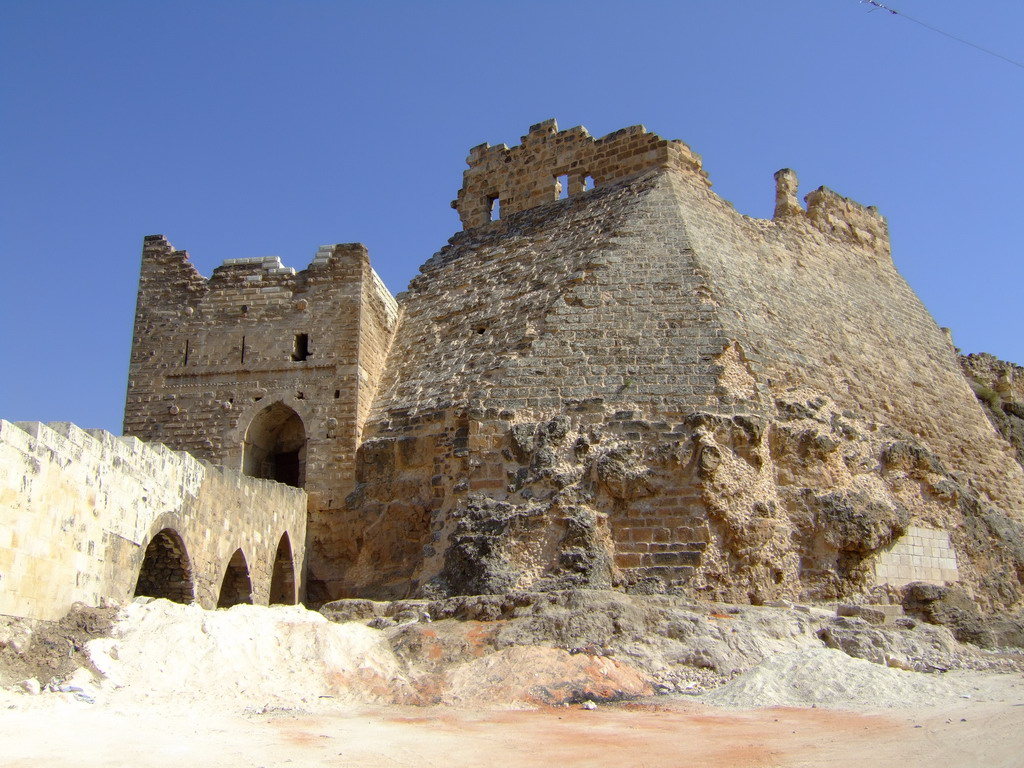
Цитадель Шайзара

При приближении большой мусульманской армии незначительные франкские силы Эдесского графства укрылись за стенами своих крепостей. Сельджуки не встречали сопротивления, однако сами не имели достаточно ресурсов для взятия крупнейших городов графства — Эдессы и Тур-Бшира. Вскоре Маудуд увел армию в Алеппо. Здесь к армии сельджуков должны были присоединиться отряды из Дамаска во главе с Тугтегином.
Даже при том, что большинство жителей Алеппо были хорошо расположены к сельджукам, правитель города Фахр аль-Мульк Радван отказался открыть ворота города. Радван рассматривал армию султана как угрозу своей власти. В это же время внутри армии сельджуков начались распри между Бурсуком и Сукманом. Сукман в итоге вместе со своими воинами покинул армию, но умер по пути домой. Бурсук также оставил армию Маудуда и отправился домой. В свою очередь Ахмадил, стремясь получить земли Сукмана, вступил в конфликт с султаном и также покинул Сирию.

## От Алеппо к Шайзару
К этому времени Танкред Тарентский собрал антиохийскую армию и разместил её крепости Ругия близ моста через Оронт примерно в 50 километрах к югу от Антиохии. Получив просьбу о помощи от независимых правителей Шайзара, армия Маудуда расположилась лагерем в 120 километрах к юго-западу от Алеппо, практически у стен Шайзара.
Танкред Тарентский в свою очередь получил поддержку от короля Балдуина I Иерусалимского и графа Триполи Бертрана. К ним в Ругии присоединились отряды из Эдессы под командованием графа Балдуина. После объединения этих сил крестоносцы прошли через Апамею и выступили на Шайзар.

## Битва
Армия Маудуда в «занятых ею районах использовала тактику, направленную на пресечение снабжения армии крестоносцев, в частности, не позволяла христианам приближаться к берегу Оронта и поить в нём лошадей». Армия крестоносцев отказывалась вступать в открытое сражение и отступила на возвышенность. Когда турецкие конные лучники приблизились, чтобы выманить христиан для боя, они получили отпор. Однако крестоносцы по-прежнему уклонялись от битвы, и сражение превратилось с перестрелку.
Франки разбили лагерь рядом с Шайзаром, но через две недели они были вынуждены отступить к Апамее, поскольку сельджуки перекрыли им пути снабжения. При отступлении крестоносцы, будучи утомлены, также отказались вступать в сражение. В итоге Маудуд, разочарованный неудачей и отсутствием трофеев, направил свою армию домой.
Участником битвы был 16-летний Усама ибн Мункыз, будущий поэт и дипломат, впоследствии вспоминавший о ней в своей Книге назидания.

## Результат
Эта битва, являвшаяся скорее не полноценным сражением, а перестрелкой, позволила крестоносцам без серьёзных потерь защитить Антиохийское княжество. Следующим крупным столкновением крестоносцев и мусульман в северной Сирии стала битва при Сармине в 1115 году.